# 아일랜드어 철자법
아일랜드어의 철자법은 몇 세기에 걸쳐 진화해 왔다. 원시 아일랜드어는 오감 문자로 쓰였지만. 고대 아일랜드어 이후로는 아일랜드어를 적는 데 라틴 문자가 사용되었다. 아일랜드어의 정서법은 형태론적인 구성에 기반을 두고 있었지만, 20세기 중반의 문자 개혁은 표기와 발음 사이의 관계를 어느 정도 간단히 하였다.

## 문자

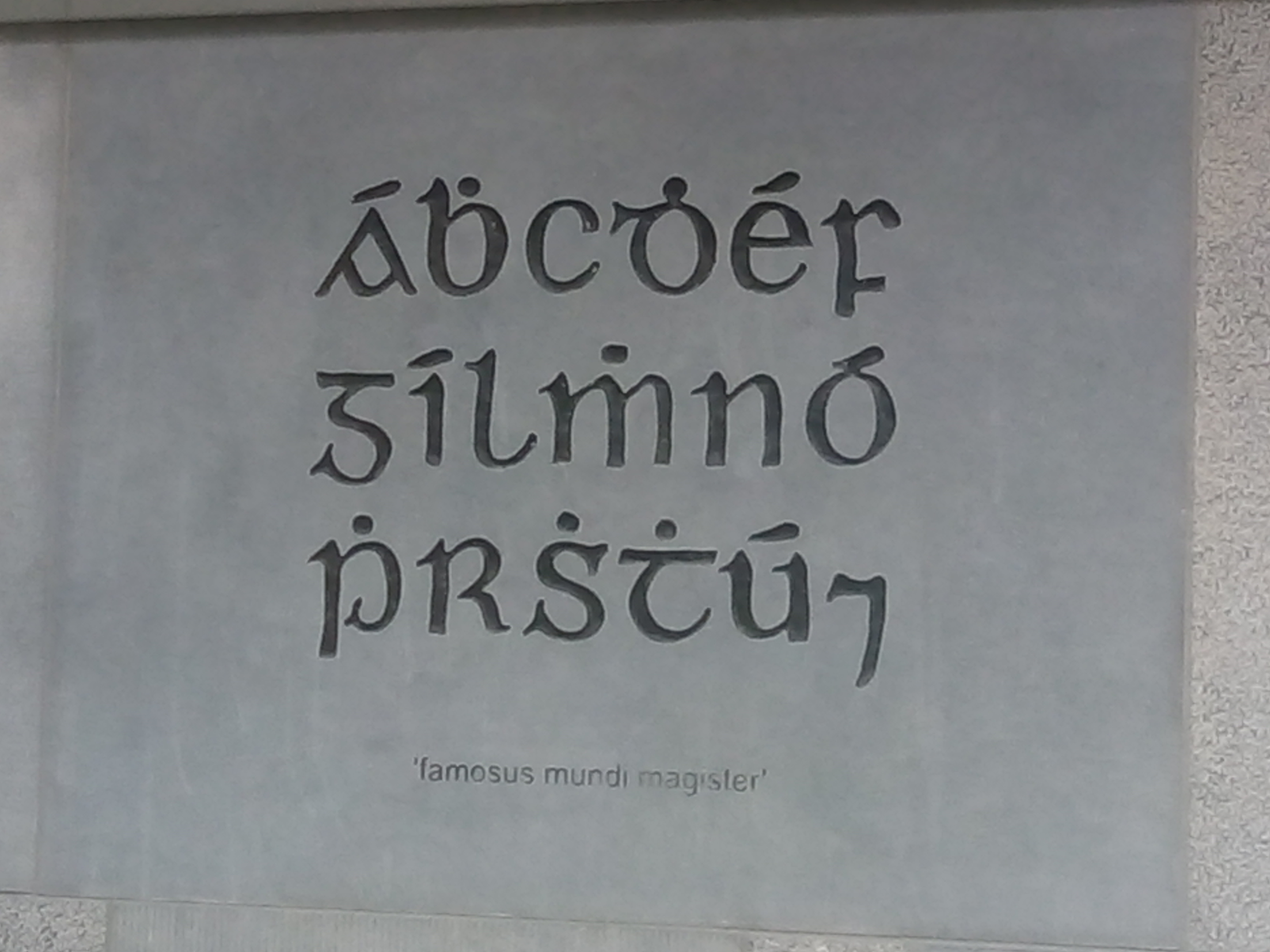

전통적인 아일랜드어에서는 a b c d e f g h i l m n o p r s t u 와 같은 18개의 알파벳을 사용한다. 아일랜드어에서는 j, k, q, v, w, x, y, z와 같은 문자들은 잘 쓰이지 않는다. 모음은 á é í ó ú 와 같이 강세를 받을 수 있다.
síneadh fada라고 하는 모음 위의 양음 부호는 알파벳순 정렬을 할 때 종종 무시된다. 현대 차용어는 j k q v w x y z를 사용하는데, 이 중 v가 가장 많이 쓰인다. 각 글자의 이름은 다음과 같다:
á bé cé dé é eif gé héis í eil eim ein ó pé ear eas té ú
jé cá cú vé wae eacs yé zae.
나무 이름들은 한때 글자의 이름을 붙일 때 많이 쓰였다. 전통에 따르면 이들은 모두 오검 문자의 이름에서 유래하였다고 한다. 하지만 현재는 초기 오검 문자 중 일부만이 나무 이름을 따서 지어졌다는 사실이 알려져 있다.

### 아일랜드어 기록물과 글꼴
20세기 중반까지, 아일랜드어는 게일 문자로 기록되었다. 하지만 현대에 들어서 게일 문자는 거의 장식이나 전통적인 맥락에서만 쓰이며, 연음화된 글자 위에 찍는 점은 그 뒤에 h를 붙이는 것으로 대체되었다. 예를 들어, 게일 문자의 ċ는 로마자의 ch 로 바뀌었다.  아일랜드어에서 h는 이 이외로는 모음으로 시작하는 단어들이 특정한 조건을 만족시킬 때에나, 차용어에만 쓰인다. (각각의 예시로는 go hÉirinn, "아일랜드로" 와 hata "모자"가 있다.)
게일문자는 20세기 중반까지 흔했다. 시어볼드 스타플레튼의 1639년 교리문답서와 같이 로마자를 도입하려는 시도는 그 훨씬 이전부터 있었지만, 이것이 성공하는 데는 300년 이상이 걸렸다.
다음은 게일 문자와 로마자를 대조한 그림이다.

## 자음
자음자들의 발음은 이 표에 쓰여진 발음들과 대개 일치한다. 이 표의 기호들에 대한 설명을 보려면 아일랜드어 음운론을, 암음화에 대한 설명을 보려면 아일랜드어의 두문자 변이를 참고할 수 있다. 대부분의 경우, 가장 가까운 모음자가 a, o, u 중 하나일 때는 넓은 자음이 되고, e, i중 하나일 때는 좁은 자음이 된다.
| 글자                                                                     | 글자 | 발음                                           | 예시 |
| ------------------------------------------------------------------------ | --- | ---------------------------------------------- | --- |
| b                                                                        | 넓은 자음 | /bˠ/                                           | bain /bˠanʲ/ "가져가라", scuab /sˠkuəbˠ/ "빗" |
| b                                                                        | 좁은 자음 | /bʲ/                                           | béal /bʲeːl̪ˠ/ "입", cnáib /kn̪ˠaːbʲ/ "대마" |
| bh                                                                       | 넓은 자음 | /w/                                            | bhain /wanʲ/ "가져갔다", ábhar /ˈaːwəɾˠ/ "물질", Bhairbre /ˈwaɾʲəbʲɾʲə/ "Barbara" (속격) tábhachtach /ˈt̪ˠaːwəxt̪ˠəx/ "중요한", dubhaigh /ˈd̪ˠʊwiː/ "검어져라" scríobh /ʃcrʲiːw/ "썼다", taobh /t̪ˠiːw/ "면", dubh /d̪ˠʊw/ "검은", gabh /ɡaw/ "얻어라" |
| bh                                                                       | 좁은 자음 | /vʲ/                                           | bhéal /vʲeːl̪ˠ/ "입" (연음화), cuibhreann /ˈkɪvʲɾʲən̪ˠ/ "common table", aibhneacha /ˈavʲnʲəxə/ "강들", sibh /ʃɪvʲ/ "너희" |
| bh                                                                       | abh, obh에 대해서는 모음 표을 참조할 수 있다.                                                                                        |                                                | |
| bhf (f-의 암음화)                                                        | 넓은 자음 | /w/                                            | bhfuinneog /ˈwɪnʲoːɡ/ "창문" (암음화) |
| bhf (f-의 암음화)                                                        | 좁은 자음 | /vʲ/                                           | bhfíon /vʲiːn̪ˠ/ "와인" (암음화) |
| bp (p-의 암음화)                                                         | 넓은 자음 | /bˠ/                                           | bpoll /bˠoːl̪ˠ/ "구멍" (암음화) |
| bp (p-의 암음화)                                                         | 좁은 자음 | /bʲ/                                           | bpríosún /ˈbʲɾʲiːsˠuːn̪ˠ/ "감옥" (암음화) |
| c                                                                        | 넓은 자음 | /k/                                            | cáis /kaːʃ/ "치즈", mac /mˠak/ "아들" |
| c                                                                        | 좁은 자음 | /c/                                            | ceist /cɛʃtʲ/ "질문", mic /mʲɪc/ "아들들" |
| ch                                                                       | 넓은 자음 (t 전에선 항상 넓음) | /x/                                            | cháis /xaːʃ/ "치즈" (연음화), taoiseach /ˈt̪ˠiːʃəx/ "부족장, 아일랜드의 수상" boichte /bˠɔxtʲə/ "더 가난한" |
| ch                                                                       | 좁은 자음 | /ç/; 모음 사이에서 /h/                         | cheist /çɛʃtʲ/ "질문" (연음화), deich /dʲɛç/ "열" oíche /ˈiːhə/ "밤" |
| d                                                                        | 넓은 자음 | /d̪ˠ/                                           | dorn /d̪ˠoːɾˠn̪ˠ/ "fist", nead /nʲad̪ˠ/ "둥지" |
| d                                                                        | 좁은 자음 | /dʲ/; 북부 방언에서 /dʑ/                       | dearg /dʲaɾˠəɡ/ "붉은", cuid /kɪdʲ/ "부분" |
| dh                                                                       | 넓은 자음 | 어두에서 /ɣ/; 장음 뒤에서 묵음                 | dhorn /ɣoːɾˠn̪ˠ/ "fist" (연음화) ádh /aː/ "행운" |
| dh                                                                       | 좁은 자음 | /ʝ/                                            | dhearg /ˈʝaɾˠəɡ/ "붉은" (연음화), fáidh /fˠaːʝ/ "prophet" |
| dh                                                                       | adh, aidh, eadh, eidh, idh, oidh, odh에 대해서는 모음 표를, 동사 어말의 –dh에 대해서는 #동사에서의 특수 발음법을 참조할 수 있다.     |                                                | |
| dt (t-의 암음화)                                                         | 넓은 자음 | /d̪ˠ/                                           | dtaisce /ˈd̪ˠaʃcə/ "보물" (암음화) |
| dt (t-의 암음화)                                                         | 좁은 자음 | /dʲ/; 북부 방언에서 /dʑ/                       | dtír /dʲiːɾʲ/ "땅" (암음화) |
| f                                                                        | 넓은 자음 | /fˠ/                                           | fós /fˠoːsˠ/ "여젼히", graf /ɡɾˠafˠ/ "그래프" |
| f                                                                        | 좁은 자음 | /fʲ/                                           | fíon /fʲiːn̪ˠ/ "와인", stuif /sˠt̪ˠɪfʲ/ "stuff" |
| f                                                                        | féin에서 때때로 /h/ | /h/                                            | féin /heːnʲ/ "- 스스로" |
| f                                                                        | 미래와 조건 시제에서의 발음법은 #동사에서의 특수 발음법를 참조할 수 있다.                                                            |                                                | |
| fh                                                                       | fh | 묵음                                           | fhuinneog /ˈɪnʲoːɡ/ "유리창" (연음화), fhíon /iːn̪ˠ/ "와인" (연음화) |
| g                                                                        | 넓은 자음 | /ɡ/                                            | gasúr /ˈɡasˠuːɾˠ/ "소년", bog /bˠɔɡ/ "가벼운" |
| g                                                                        | 좁은 자음 | /ɟ/                                            | geata /ˈɟat̪ˠə/ "문", carraig /ˈkaɾˠəɟ/ "바위" |
| gc (c-의 암음회)                                                         | 넓은 자음 | /ɡ/                                            | gcáis /ɡaːʃ/ "치즈" (암음화) |
| gc (c-의 암음회)                                                         | 좁은 자음 | /ɟ/                                            | gceist /ɟɛʃtʲ/ "질문" (암음화) |
| gh                                                                       | 넓은 자음 | 어두에서 /ɣ/ ; 장모음 뒤에서 묵음              | ghasúr /ˈɣasˠuːɾˠ/ "소년" (연음화) Eoghan /ˈoːən̪ˠ/ (남자 이름) |
| gh                                                                       | 좁은 자음 | /ʝ/                                            | gheata /ˈʝat̪ˠə/ "문" (연음화), dóigh /d̪ˠoːʝ/ "길, 방식" |
| gh                                                                       | agh, aigh, eagh, eigh, igh, ogh, oigh에 대해서는 모음 표를, 동사 어말의 -(a)igh에 대해서는 #동사에서의 특수 발음법을 참조할 수 있다. |                                                | |
| h                                                                        | h | /h/                                            | hata /ˈhat̪ˠə/ "모자", na héisc /nə heːʃc/ "그 물고기들" |
| l                                                                        | 넓은 자음 | /l/ 또한 많이 /l̪ˠ/                             | luí /l̪ˠiː/ "눕는)" |
| l                                                                        | 좁은 자음 | /lʲ/                                           | leisciúil /ˈlʲɛʃcuːlʲ/ "게으른" |
| ll                                                                       | 넓은 자음 | /l̪ˠ/                                           | poll /poːl̪ˠ/ "구멍" |
| ll                                                                       | 좁은 자음 | /l̪ʲ/; 또한 많이 /lʲ/                           | coill /kəil̪ʲ/ "나무들" |
| m                                                                        | 넓은 자음 | /mˠ/                                           | mór /mˠoːɾˠ/ "큰", am /aːmˠ/ "시간" |
| m                                                                        | 좁은 자음 | /mʲ/                                           | milis /ˈmʲɪlʲəʃ/ "달콤한", im /iːmʲ/ "버터" |
| mb (b-의 암음화)                                                         | 넓은 자음 | /mˠ/                                           | mbaineann /ˈmˠanʲən̪ˠ/ "가져간다" (암음화) |
| mb (b-의 암음화)                                                         | 좁은 자음 | /mʲ/                                           | mbéal /mʲeːl̪ˠ/ "입" (암음화) |
| mh                                                                       | 넓은 자음 | /w/                                            | mhór /woːɾˠ/ "큰" (연음화), lámha /ˈl̪ˠaːwə/ "손들", léamh /lʲeːw/ "읽는" |
| mh                                                                       | 좁은 자음 | /vʲ/                                           | mhilis /ˈvʲɪlʲəʃ/ "달콤한" (연음화), uimhir /ˈɪvʲəɾʲ/ "숫자", nimh /nʲɪvʲ/ "독" |
| mh                                                                       | amh, omh에 대해서는 모음 표를 참고할 수 있다.                                                                                        |                                                | |
| n                                                                        | 넓은 자음 | /nˠ/; 또한 많이 /n̪ˠ/                           | naoi /n̪ˠiː/ "아홉" |
| n                                                                        | 좁은 자음 | /nʲ/                                           | neart /nʲaɾˠt̪ˠ/ "힘", tinneas /ˈtʲɪnʲəsˠ/ "병" |
| nc                                                                       | 넓은 자음 | /ŋk/                                           | ancaire /ˈaŋkəɾʲə/ "닻" |
| nc                                                                       | 좁은 자음 | /ɲc/                                           | rinc /ɾˠɪɲc/ "춤" |
| nd (d-의 암음화)                                                         | 넓은 자음 | /nˠ/; 또한 많이 /n̪ˠ/                           | ndorn /nˠoːɾˠnˠ/ "fist" (암음화) |
| nd (d-의 암음화)                                                         | 좁은 자음 | /nʲ/                                           | ndearg /ˈnʲaɾˠəɡ/ "붉은" (암음화) |
| ng                                                                       | 넓은 자음 | 어두에서 /ŋ/ (g-의 암음화) 어중, 어말에서/ŋɡ/  | ngasúr /ˈŋasˠuːɾˠ/ "소년" (암음화) long /l̪ˠuːŋɡ/ "배", teanga /ˈtʲaŋɡə/ "입" |
| ng                                                                       | 좁은 자음 | 어두에서 /ɲ/ (g-의 암음화) 어중, 어말에서 /ɲɟ/ | ngeata /ˈɲat̪ˠə/ "문" (암음화) cuing /kɪɲɟ/ "yoke", ingear /ˈɪɲɟəɾˠ/ "수직적인" |
| ng                                                                       | 좁은 자음 | 어말의 비강세 -ing에서 /nʲ/                    | scilling /ˈʃcilʲənʲ/ "shilling" |
| nn                                                                       | 넓은 자음 | /n̪ˠ/                                           | ceann /caːn̪ˠ/ "머리" |
| nn                                                                       | 좁은 자음 | /n̪ʲ/; 또한 많이 /nʲ/                           | |
| p                                                                        | 넓은 자음 | /pˠ/                                           | poll /pˠoːl̪ˠ/ "구멍", stop /sˠt̪ˠɔpˠ/ "멈추다" |
| p                                                                        | 좁은 자음 | /pʲ/                                           | príosún /ˈpʲɾʲiːsˠuːn̪ˠ/ "감옥", truip /t̪ˠɾˠɪpʲ/ "여행" |
| ph                                                                       | 넓은 자음 | /fˠ/                                           | pholl /fˠoːl̪ˠ/ "구멍" (연음화) |
| ph                                                                       | 좁은 자음 | /fʲ/                                           | phríosún /ˈfʲɾʲiːsˠuːn̪ˠ/ "prison" (연음화) |
| r                                                                        | 넓은 자음 (어두와 rd, rl, rn, rr, rs, rt, rth, sr에서 항상 넓은 자음, 단 먼스터에서 연음화될 때는 제외)                              | /ɾˠ/                                           | rí /ɾˠiː/ "왕", cuairt /kuəɾˠtʲ/ "방문하다", oirthear /ˈɔɾˠhəɾˠ/ "동쪽", airde /aːɾˠdʲə/ "높이", coirnéal /ˈkoːɾˠnʲeːl̪ˠ/ "모퉁이", carr /kaːɾˠ/ "차, 카드", duirling /ˈd̪ˠuːɾˠlʲənʲ/ "stony beach", sreang /sˠɾˠaŋɡ/ "실"                          |
| r                                                                        | 좁은 자음 | /ɾʲ/                                           | tirim /ˈtʲɪɾʲəmʲ/ "마은" |
| rh (먼스터 방언에서, 어두의 좁은 자음 r의 연음화를 표기하는 데 간혹 쓰임 | 좁은 자음 | /ɾʲ/                                           | rhí /ɾʲiː/ "왕" (연음화, 먼스터 지역) |

## 참고 문헌
- 보관됨 2023-03-26 - 웨이백 머신